# ツヴィヤン・ミロシェヴィッチ
ツヴィヤン・ミロシェヴィッチ（ボスニア語: Cvijan Milošević, Цвиjaн Милошевић、1963年10月27日 - ）は、ボスニア・ヘルツェゴビナとセルビアの元サッカー選手。ソウルオリンピック出場。ポジションはMF。

## クラブ歴
トゥズラに生まれ、地元のFKスロボダ・トゥズラで選手となった。
1990年にRFCリエージュに移籍、以降はロイヤル・アントワープ、ヘルミナル・エケレン、KVCウェステルローとベルギーのクラブを渡り歩いた。

## 代表歴
ユーゴスラビア代表としてソウルオリンピックに参加、2試合に途中出場した。

## 家族
息子のデニ・ミロシェヴィッチもサッカー選手。